# Еагар
Еагар (грч. Οἴαγρος) је личност из грчке митологије.

## Митологија
Био је трачански краљ, син Ареја или Харопа. Неки извори као његове родитеље помињу Пијера и нимфу Метону. Придружио се Дионису на његовом походу на Индију, али је пре свега остао упамћен као Орфејев отац. Као мајке се помињу музе Калиопа и Полихимнија. Са једном од њих, имао је и сина Лина, а приписује му се и син Марсија, кога је имао са Хијагнидом. Био је миљеник муза. Орфејеве сестре су се некада називале Еагридама, што је означавало музе. О Еагру су писали Аполодор, Диодор, Хигин и Нон.